# Matkovac
Matkovac är en ort i Bosnien och Hercegovina.   Den ligger i entiteten Republika Srpska, i den östra delen av landet, 80 km nordost om huvudstaden Sarajevo. Matkovac ligger 331 meter över havet och antalet invånare är 398.
Terrängen runt Matkovac är huvudsakligen kuperad, men åt nordväst är den platt. Närmaste större samhälle är Kalesija, 8,9 km nordväst om Matkovac.
Omgivningarna runt Matkovac är en mosaik av jordbruksmark och naturlig växtlighet. Runt Matkovac är det ganska tätbefolkat, med 67 invånare per kvadratkilometer.